# 慕田峪長城
慕田峪長城（ぼでんよく-ちょうじょう）は中華人民共和国北京市の北東部懐柔区軍都山中に位置する長城。世界遺産・万里の長城の訪問可能な地点のうち、北京市内部分の一つ。北京市市級文物保護単位に指定されている。中国の5A級観光地（2007年認定）。

## 歴史
慕田峪長城の歴史は北斉時代に遡る。北斉は北方騎馬民族を抑える為に当地に長城を建造、明朝成立後朱元璋は徐達を派遣し、居庸関と古北口間に防御線をひいた。そしてこの北斉の長城跡に新たに長城を建設、永楽2年（1404年）に関がもうけられ慕田峪関と名づけられた。明代末には戚継光らが守備するなど首都防衛の為何度も強化が図られた。この様に戦略的に重要な事から何度も修復され、慕田峪長城は明の長城の内状態が良いものの一つとなっている。
また観光用のロープウェイが設置されており、ロープウェイから慕田峪長城の険しい地形と雄大さが味わえる。

## 交通
バス路線
北京地下鉄東直門駅近くの東直門交通センターより高速バス(916快路)で懐柔北大街まで行き、そこからH24路などの郊外バス路線に乗り換えると、長城に到着する。
自動車
市街の北三環路、北四環路から京承高速道路にのり、北台路（13）出口より案内標識に従うと到着する。